# Pilotrichella phleoides
Pilotrichella phleoides là một loài Rêu trong họ Meteoriaceae. Loài này được (Desv. ex Brid.) A. Jaeger mô tả khoa học đầu tiên năm 1877.